# 争取颠覆反资本主义左翼合作
争取颠覆反资本主义左翼合作（羅馬化：Antikapitalistiki Aristeri Synergasia gia tin Anatropi），又称希腊反资本主义左翼阵线，简称安塔西亚（Ant.Ar.Sy.A），是希腊的一个激进左翼政党联盟。该联盟成立于2009年3月22日，由激进左翼阵线和联合反资本主义左翼两个左翼政党联盟合并而成。它的意识形态是共产主义、革命社会主义、反资本主义、生态社会主义、反法西斯主义、欧洲怀疑主义。

## 成员
- 共产主义解放
- 希腊革命共产主义运动
- 社会主义工人党
- 希腊国际主义共产主义者组织—斯巴达克斯
- 生态主义者和替代团体联盟

## 前成员
- 争取共产主义解放新左翼潮流
- 共产主义解放青年
- 希腊国际主义共产主义者组织
- 左翼重组
- 左翼反资本主义团体
- 左翼团体